# Kore (satelit)
Kore /'ko.re/, cunoscut și sub numele de Jupiter XLIX, este un satelit natural al lui Jupiter. A fost descoperit de o echipă de astronomi de la Universitatea din Hawaii condusă de Scott S. Sheppard⁠(d) în 2003 și a primit denumirea provizorie S/2003 J 14.  
Kore are aproximativ 2 kilometri în diametru și orbitează în jurul lui Jupiter la o distanță medie de 23.239.000 km în 723,720 de zile, la o înclinație de 141° față de ecliptică (139° față de ecuatorul lui Jupiter), într-o direcție retrogradă și cu o excentricitate de 0,2462.
Aparține grupului Pasiphae, care este format din sateliți retrograzi neregulați care orbitează în jurul lui Jupiter la distanțe cuprinse între 22,8 și 24,1 Gm și cu înclinații cuprinse între 144,5° și 158,3°.
A fost numită după Kore, un alt nume pentru zeița greacă Persefona (din grecescul κόρη, „fiică [a lui Demeter]”). 